# Фоњод
Фоњод (мађ. Fonyód) град је у средишњој Мађарској. Фоњод је град у оквиру жупаније Шомођ.
Град има 4.886 становника према подацима из 2010. године.

## Географија
Град Фоњод се налази у средишњем делу Мађарске. Од престонице Будимпеште град је удаљен око 150 километара југозападно.
Фоњод се налази у средишњем делу Панонске низије, на јужној обали Балатона. Дати предео је брежуљкаст. Надморска висина места је око 110 m.

## Партнерски градови
- Борсек
- Лајпхајм
- Нове Замки
- Нови Винодолски